# يوتو ناكاياما
يوتو ناكاياما (باليابانية: 中山 雄登) (11 أبريل 1991 في هيروشيما في اليابان – )؛ هو لاعب كرة قدم ياباني سابق كان يلعب كلاعب وسط.

## وصلات خارجية
- يوتو ناكاياما على موقع رابطة كرة القدم اليابانية للمحترفين (اليابانية)
- يوتو ناكاياما على موقع قاعدة بيانات كرة القدم.إي يو (الإنجليزية)
- يوتو ناكاياما على موقع Soccerway.com (الإنجليزية)
- يوتو ناكاياما على موقع عالم كرة القدم.نت (الإنجليزية)